# ناوچه کلاس براهماپوترا
ناوچه کلاس براهماپوترا (به انگلیسی: Brahmaputra-class frigate) یک کلاس از کشتی است که طول آن 126.4 metres می‌باشد.